# 林勇 (1904年)
林勇（1904年12月31日—1992年9月23日），字朝棟，號鶴亭，臺南市安平區人，文史工作者，曾任安平區長、臺南市文獻委員會委員、臺南市文史協會成員，是安平鄉土文史先驅，長期針對安平地區進行史蹟踏查、地方耆老訪談等工作，並以林漁農、林逸人、赤崁生、舉之等筆名投稿於《臺南文化》、《臺灣風物》等刊物上，遺有《臺灣城懷古集》共十八篇，《臺灣城懷古續集》共十九篇。

## 生平

### 早年經歷
林勇生於台灣日治時期明治37年（1904年）12月31日，祖父經營海上運輸，父親林格（林乞食）與母親育有十名子女，林勇居長，幼時家道鼎盛。8歲就學於安平公學校（今石門國小），10歲時入私塾（蘭谷軒書房）師從外叔祖李章三學習漢文，起字號「朝棟」。1920年17歲時遠赴名古屋中學校就學，1921年初，返臺探望病父，同年父逝，再度返日復學後又在暑期染上腳氣病返臺治療，見母親在父親離世後的孤寂，毅然休學回鄉就業。19歲任職於大日本鹽業株式會社安平出張所（原英商德記洋行址），歷時五年七個月。23歲時與臺南東門望族曾栳長女曾玉匙結婚。1927年，與同好成立「安平讀報社」，鼓勵閱讀報紙學習漢文以了解社會事，後獲推舉為讀報社社長，同時加入由安平在地菁英共同組織的「公勵會」。1928年赴廈門遊學兩個月，1930年起陸續投稿於《臺灣新民報》。1932年師從李文揚學北京話。其後任職於東洋保險株式會社、臺南市役所稅務課、臺灣總督府專賣局臺南支局。

### 踏入政壇

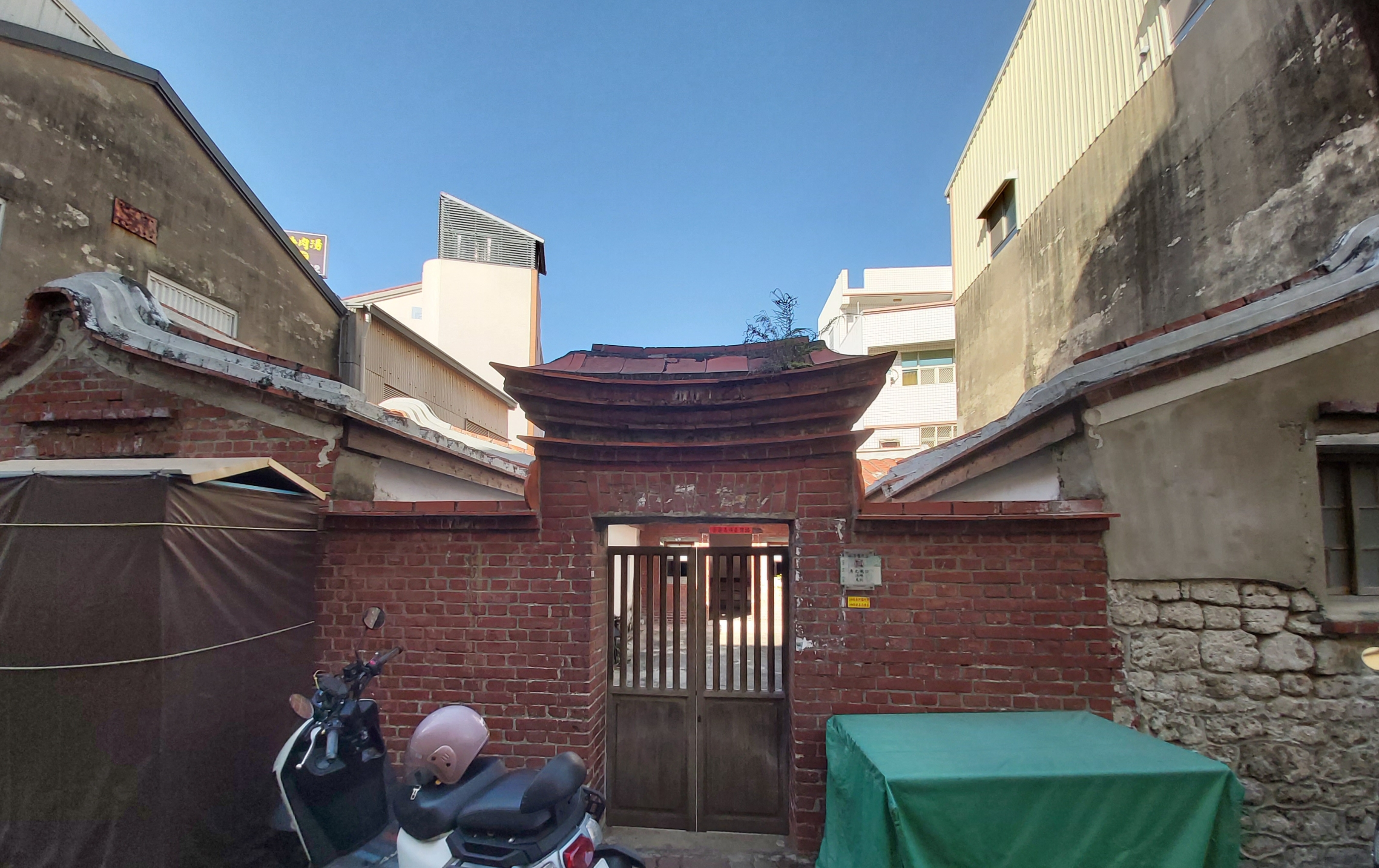
林勇位於臺南市安平區觀音街86號舊聚落的故居。

1945年，臺灣光復。隔年4月，林勇受鄉黨及時任安平區區長張長庚推薦，由臺南市政府派令暫代安平區副區長。同年10月16日，區長改由區民代表會選舉，正、副區長繼續留任。1947年張長庚請辭，經改選由林勇出任安平區區長，隔年當選為第二屆安平區區長。當時的安平區公所設於安平古堡旁、今熱蘭遮城博物館位址，林勇為處理政務方便曾入住安平古堡內的區長官舍，期間時常遇到前來參訪的民眾詢問安平地方史，從此認知到學習歷史的重要性，開始鑽研安平文史，蒐集史料撰成《赤崁城與安平》一書提供予文史同好與文化機關。1947年發生二二八事件，林勇罹患精神衰弱，遷回自宅居住。1949年3月15日，於市議會開記者會宣布安平更新計畫建言（建設安平九大建言），提出包含安平港整建、植防風林、發展水產、造船、製鹽、文教等基建改革。1950年3月，林勇請辭區長，於同年9月投入安平區市議員選舉，以47票之差落敗，從此退出政壇。

### 文史研究
1951年，獲臺南市首屆民選市長葉廷珪聘任為「臺南市史料編纂委員會」（後改組為「臺灣省臺南市文獻委員會」）委員。1958年，戰後臺灣第一個登記立案的民間文史社團「臺南市文史協會」成立，林勇為該協會成員。1953年起在臺灣省糧食局臺南事務所任職，1964年從糧食局臺南事務所退休。1967年林勇受聘為臺灣叢書編輯委員，協助編輯《安平縣雜記》。

### 晚年
1968年至1969年，林勇受臺灣省文獻委員會組長王詩琅及王世慶邀請，與莊松林一同翻譯臺灣總督府公文檔案歷時兩年兩個月，共完成715卷、2萬3140件，期間一度罹患急性肝炎。1990年，高齡87歲的林勇體力衰弱，且因罹患白內障開刀後未見好轉，已甚少從事閱讀、寫作。1992年9月23日，林勇辭世，享壽89歲。

## 家庭
林勇與妻子曾玉匙育有六子二女，其中第五子林錫田延續父親志業，仍致力於推動安平地方的文史研究。

## 外部連結
- 國家文化記憶庫—林勇生平事略 （页面存档备份，存于）
- 台南歷史名人—林勇生平小傳 （页面存档备份，存于）